# Schefflera goetzenii
Schefflera goetzenii är en araliaväxtart som beskrevs av Hermann August Theodor Harms. Schefflera goetzenii ingår i släktet Schefflera och familjen araliaväxter. Inga underarter finns listade.